# Ramidava
Cetatea Ramidava este o cetate dacică.
După cucerirea Daciei, Ptolemeu Claudius (astronom, matematician și geograf grec) a consemnat atât triburile ce formau poporul de la nord de Dunăre cât și principalele orase, amintind și despre cetatea dacică Ramidava (de la tribul stăpânilor Ramae), nelocalizată cu certitudine până în prezent.
Din punct de vedere al localizării acesteia, unii arheologi și istorici consideră că cetatea Ramidava ar fi fost construită în zona Rupea, în locul unde de găsesc ruinele incintei cetatea de sus a Cetății Rupea, alții o pun în legătură cu Râmnicu Sărat sau cu Drajna de Sus (Hadrian Daicoviciu și alți autori, conform unor raționamente arheologice și strategice, plasează Ramidava pe Valea Teleajenului).

## Săpături arheologice
Săpăturile arheologice în curs de la Drajna de Sus duc la concluzia că ruinele sunt ale Castrului roman care a fost ridicat în anul 101 d. Hr., cu dublul rol, acela de a supraveghea cele doua căi de trecere a munților spre Ardeal (drumul roman de pe la Slon și drumul militar de pe valea Teleajenului și Telejenelului), cât și de a controla eventualele revolte ale populației dace din zonă, care obișnuia să se alieze cu luptătorii roxolani din zona Buzăului. În perioada de domnie a împăratului Traian aici erau detașate unități din legiunile romane cantonate în cetățile dobrogene. Castrul a fost utilizat de romani până în anul 118 d.Hr., iar după retragerea aureliană, pe dealul acesta, numit Grădiște, a continuat să existe o intensă locuire a dacilor.